# 让-约瑟夫·卡萨内亚·德·蒙东维尔
让-约瑟夫·卡萨内亚·德·蒙东维尔（法語：Jean-Joseph Cassanéa de Mondonville，法語發音：[ʒɑ̃ ʒozɛf kasanea də mɔ̃dɔ̃vil]，1711年12月25日—1772年10月8日），法国作曲家。他和拉莫（Jean-Philippe Rameau）是同时代人，并取得了辉煌的成就。作曲家路易·克洛德·达坎（Louis Claude Daquin）之子皮埃尔-路易·达坎（Louis Claude Daquin）曾宣称：“如果我不能成为拉莫，我就要成为蒙东维尔，再没有人比他更出色了。”

## 生平
蒙东维尔自小受到其父的音乐教育，他的父亲是Narbonne Cathedral的管风琴师。1731年，他去了巴黎，在1734年的圣灵音乐会上，他精湛的小提琴技术获得了Mercure de France的赞誉。大约同时，他集结出版了他的早期作品：小提琴奏鸣曲Op1（1733年）及三重奏鸣曲Op2（1734年）。1738年他成为了里尔协奏团（Concert de Lille）的首席小提琴家，同年出版了作品第四号《小提琴和声乐的奏鸣曲》。
1739年4月1日，他成为皇家室内乐团和皇家礼拜堂的小提琴师。蒙东维尔在1744年3月4日年接替Charles-Hubert Gervais成为皇家礼拜堂的音乐指导。1748年同拉莫的学生Anne Jeanne Boucon结婚，他们的儿子Maximilien Joseph (1749–1804)后来成为小提琴及双簧管演奏家。同年，他成为了Pancrace Royer的助手，组织圣灵音乐会，1755年当Pancrace Royer去世后，他开始指挥圣灵音乐会直到1762年。

## 作品
在1734至1755年间，蒙东维尔创作了17首大经文歌，其中只有9首幸存。 在1740年出版的经文歌Venite exultemus domino，为他赢得皇家礼拜堂音乐指导的职位。他的大经文歌是18世纪中期这一法国音乐体裁最卓越的创作。

### 作品全集列表

#### 戏剧作品（dramatic）

##### 英雄田园诗（pastorale-héroïque）
- Isbé，op.6（1742）
- Titon et l'Aurore，op.8（泰索尼斯和欧若拉，1753）
- Daphnis et Alcimadure，op9，（达夫尼斯，1754）

##### 芭蕾舞剧（ballet）
- Bacchus et Erigone（酒神，1747）帕福斯庆典（Les fêtes de Paphos）的一部分

##### 英雄芭蕾剧（ballet-héroïque）
- Le carnaval du Parnasse，op.7（诗坛的嘉年华，1749）
- Vénus et Adonis（维纳斯和阿多尼斯，1752）帕福斯庆典（Les fêtes de Paphos）的一部分

##### 芭蕾歌剧（opéra-ballet）
- Les fêtes de Paphos，op.10（帕福斯的庆典，1758）
- Les projets de l'Amour（1771）

##### 抒情悲剧（tragédie en musique）
- Thésée（忒修斯，1765）

#### 宗教作品（sacred vocal）

##### 清唱剧（Oratorios）
- Les Israëlites à la Montagne d'Horeb（在芒特霍雷布的以色列人，失传，1758）
- Les fureurs de Saül（扫罗的愤怒，失传，1759）
- Les Titans（泰坦，失传，1760）

##### 大经文歌（Grands motets）
- Cantate Domino (Psalm 149) (1743)
- Coeli enarrant gloriam Dei (Psalm 18) (1750)
- De profundis (Psalm 129) (1748)
- Dominus regnavit decorum(耶和华作王，Psalm 92) (1734)
- Exultate justi
- In exitu Israel(Psalm 113) (1753)
- Jubilate Deo omnis terra(Psalm 99) (1734)
- Lauda Jerusalem
- Laudate Dominum quoniam bonus
- Laudate Dominus omnes gentes
- Magnus Dominus (Psalm 47) (1734)
- Nisi Dominus (Psalm 126) (1743)
- Omnes gentes
- Quam dilecta
- Qui confidunt
- Venite exultemus Dominus (Psalm 94) (1743)

##### 小经文歌（Petits motets）
- Regina coeli
- Simulacra gentium
- others in Pièces de clavecin op.5

### 器乐作品（instrumental）
- Sonates, violon & bc, op.1（小提琴和通奏低音的奏鸣曲，作品1号）
- Sonates en trio, 2 vn/fl, bc, op.2（三重奏鸣曲、小提琴奏鸣曲、长笛奏鸣曲，作品2号）
- Pièces de clavecin en sonates, hpc, vn, op.3（小提琴和大键琴的奏鸣曲，作品3号） sonate a 4, 2 vn, 2 ob, bn, bc（2首小提琴奏鸣曲、2首双簧管奏鸣曲）
- Les sons harmoniques, sonates, vn, bc, op.4（小提琴和声乐的奏鸣曲，作品4号）
- Pièces de clavecin, hpd, vn/1v, op.5（小提琴、声乐和键盘乐的小品，作品5号）
- Concert à 3 choeurs（失传）
- Concert de violon avec chant（失传）
- Concert de violon avec voix, orchestre et choeurs（失传）

### 重要作品录音
- 小提琴、声乐和键盘乐的小品（Pieces de clavecin avec voix ou violon Op.5），朱迪思·尼尔森（Judith Nelson）、威廉·克里斯蒂（William Christie），斯坦利·李奇（Stanley Ritchie）（Harmonia Mundi, 1980）
- 泰索尼斯和欧若拉（Titon et l'Aurore），卢浮宫合奏团（Les Musiciens du Louvre）、马克·明科夫斯基（Marc Minkowski）（Erato, 1992）
- 帕福斯的庆典（Les fêtes de Paphos），抒情天才合奏团（Les Talens Lyriques）、克里斯多夫·侯塞（Christophe Rousset）（Decca L'Oiseau-Lyre, 1997）
- 大经文歌（Les Grands Motets，Dominus regnavit，In exitu Israel，De profundis）繁华的艺术乐团（Les Arts Florissants）、威廉·克里斯蒂（William Christie）（Erato,1997）
- 小提琴奏鸣曲作品3号（Six sonates Op. 3），卢浮宫合奏团（Les Musiciens du Louvre）、马克·明科夫斯基（Marc Minkowski）（Deutsche Grammophon, 1998）
- 大经文歌（Grands Motets，Venite Exultemus，De Profundis等），牛津新学院合唱团（Oxford New College Choir）爱德华·希金伯顿（Edward Higginbottom）（Helios, 1999）